# Rose Royce
Rose Royce es un grupo estadounidense de soul y R&B, conocido por varios singles exitosos durante la década de 1970, incluidos "Car Wash", "I Wanna Get Next to You", "I'm Going Down", "Wishing on a Star" y "Love Don't Live Here Anymore". 

## Carrera
El grupo de Los Ángeles estaba compuesto por Gwen Dickey (voz), Henry Garner (batería), Terral "Terry" Santiel (congas), Lequeint "Duke" Jobe (bajo), Michael Moore (saxofón), Kenny Copeland (trompeta, voz principal) ), Kenji Brown (guitarra, voz principal), Freddie Dunn (trompeta) y Victor Nix (teclados). La formación comenzó su carrera a principios de la década de 1970, cuando los miembros de varias bandas de respaldo de las áreas de Watts e Inglewood de Los Ángeles se unieron bajo el nombre de Total Concept Unlimited. En 1973, este colectivo recorrió Inglaterra y Japón con la gira de la estrella del soul de Motown, Edwin Starr. Starr les presentó al productor Norman Whitfield.
Whitfield, después de una década en Motown, quería crear su propia compañía. Tomó el octeto TCU bajo su dirección tras firmar para su sello. El grupo, ahora llamado Magic Wand, comenzó a trabajar con Yvonne Fair y se convirtió en la banda de estudio y concierto denominada The Undisputed Truth. Durante una estancia en Miami, el líder del grupo Joe Harris, se fijó en una cantante llamada Gwen Dickey, entonces miembro de un grupo local llamado The Jewels. Harris informó a Whitfield de su descubrimiento y Dickey fue llevado a Los Ángeles para una audición. En Dickey, Whitfield encontró el ingrediente que sentía que faltaba en Magic Wand: una carismática cantante femenina. Le dio el nombre artístico de Rose Norwalt. La formación original de la banda, ahora completa, preparó su álbum de debut. 
Durante este tiempo, Whitfield fue contactado por el director de cine Michael Schultz, tras el reciente éxito de su primer largometraje, Cooley High. Schultz le ofreció a Whitfield la oportunidad de participar en su próxima película, Car Wash. Whitfield utilizaría la película para lanzar su nuevo grupo, y comenzó a componer música basada en los guiones cinematográficos. Visitó con la banda el estudio de filmación, absorbiendo la atmósfera de un rodaje. Este fue uno de los raros casos en Hollywood en los que la música se compuso simultáneamente con la imagen, en lugar de hacerlo después. Siguiendo el espíritu de la banda sonora, el nombre del grupo fue cambiado por última vez a 'Rose Royce'. Este nombre no solo hacía referencia al entorno automovilístico de la película, sino que también colocaba a Gwen "Rose" Dickey en primer plano como el centro de la formación. Además, insinuó un toque de clase que la banda se esforzó por llevar al soul-funk de la década de 1970.
La película Car Wash y la banda sonora fueron grandes éxitos y le dieron fama nacional al grupo. Whitfield ganó el premio a la Mejor Música en el Festival de Cine de Cannes, y el álbum recibió el Grammy al Mejor Álbum de Música del Año. Lanzada a fines de 1976, la banda sonora colocó tres temas entre los 10 primeros de la lista Billboard R&B: "Car Wash", "I Wanna Get Next to You" y "I'm Going Down". El primero de ellos también fue un sencillo número uno en la lista de música popular de Billboard, y "I Wanna Get Next to You" alcanzó el número 10. 
El siguiente álbum del grupo, Rose Royce II: In Full Bloom, colocó dos singles en el "Top Ten": "Do Your Dance" y "Ooh Boy". También incluyó "Wishing on a Star", que para Rose Royce fue un éxito entre los 10 mejores solo en el Reino Unido; pero que se hizo notable en otros lugares interpretado por otros grupos, incluido el sencillo The Cover Girls, entre los 10 primeros de las listas de éxitos en 1992. 
Durante 1978, lanzaron su tercer álbum, titulado Rose Royce III: Strikes Again!, que contó con "I'm in Love (And I Love the Feeling)" y con "Love Don't Live Here Anymore". Ambos singles entraron entre los cinco primeros de la lista Billboard R&B. Además, "Love Don't Live Here Anymore" alcanzó el número 2 en el Reino Unido, y más tarde ganaría una mayor difusión a través de sus versiones, especialmente las realizadas por Madonna en 1984 y 1995. 
El grupo siguió con una serie de éxitos modestos que alcanzaron las listas, pero nunca obtuvieron la repercusión que tuvieron sus canciones anteriores. Dickey dejó el grupo en abril de 1980 y Rose Royce se disolvió temporalmente. Sin embargo, los miembros restantes se reagruparon, ajustaron la formación y mantuvieron la popularidad del grupo en el Reino Unido, donde continuaron siendo una gran atracción.
Rose Royce apareció en la serie de temporada de TV One, Unsung durante la primavera de 2010. La historia presentaba los éxitos y las disputas internas del grupo. Dickey, Copeland, Jobe, Moore y Garner fueron los únicos miembros de la banda que dieron entrevistas durante todo el programa. Dickey continuó actuando como artista en solitario en el Reino Unido, pero mencionó durante la entrevista que no le importaría volver a actuar con el grupo. De 2012-2013, la vocalista de R&B Debelah Morgan se unió a la banda como su cantante principal para algunos espectáculos. Además, Bag Raiders y Daft Punk adaptaron en su sencillo "First Come First Served" las canciones "Shooting Stars" y "Too Long" respectivamente.
El 25 de junio de 2019, The New York Times Magazine incluyó a Rose Royce entre los cientos de artistas cuyo material quedó destruido en el incendio de los Estudios Universal de 2008.

## Discografía
- Car Wash (1976)
- In Full Bloom (1977)
- Strikes Again (1978)
- Rainbow Connection IV (1979)
- Greatest Hits (1980)
- Golden Touch (1980)
- Jump Street (1981)
- Stronger Than Ever (1982)
- Music Magic (1984)
- The Show Must Go On (1985)
- Fresh Cut (1986)
- Perfect Lover (1989)[8]

## Versiones de otros artistas
- "I'm Going Down" (Mary J. Blige, Y?N-Vee)
- "Love Don't Live Here Anymore" (Morrissey–Mullen, Madonna, I'm Talking, Joe Cocker, Jimmy Nail, Patti LaBelle, Faith Evans, Jully Black, City and Colour, Seal and Bastille)
- "Wishing on a Star" (Fresh 4 ft. Lizz E, The Cover Girls, Teena Marie, Beyoncé, Randy Crawford, Paul Weller, Bic Runga, En Vogue, Jordin Sparks, Miriam Stockley, Seal, 88.3 Featuring Lisa May, Marion Meadows, X Factor United Kingdom Finalists 2011)
- "I Wanna Get Next to You" (Cherrelle, Christion, Raja-Nee', Double Trouble)
- "Car Wash" (Christina Aguilera, Andy Caine & The Easy Virtue Orchestra)

Además, Jay-Z grabó su propia canción, también llamada "Wishing on a Star", por la cual Gwen Dickey volvió a grabar algunas de sus letras originales y fue acreditado como artista destacado, y la canción "Theme from S-Express" de S-Express utiliza una parte sustancial de "Is It Love You're After" como base. 